# Up Holland
Up Holland oder Upholland ist eine Kleinstadt und ein Civil Parish im District West Lancashire der britischen Grafschaft Lancashire. Das Civil Parish hatte beim Zensus 2011 7.376 Einwohner.

## Geografie
Das Dorf liegt etwa 5 Kilometer östlich von Skelmersdale und 7 Kilometer westlich von Wigan auf etwa 125 Metern Höhe. Geologisch gesehen steht das Dorf auf einem erhöhten Flecken Land auf einem Hügelkamm im Douglas Valley. Das Civil Parish liegt somit im Süden von Lancashire und im Südosten von West Lancashire an den jeweiligen Außengrenzen und hat somit gemeinsame Grenzverläufe mit Shevington sowie der Metropolitan Borough of Wigan jeweils in Greater Manchester und mit Rainford im zu Merseyside gehörenden Metropolitan Borough of St Helens. Weitere Grenzen gibt es innerhalb von West Lancashire: im Norden mit Wrightington, im Nordwesten mit Dalton und im Westen mit Skelmersdale. Innerhalb des Civil Parishs verlaufen unter anderem der M58 motorway, die A577 road sowie eine Bahnstrecke, die sogenannte Kirkby branch line, die in Up Holland auch einen Haltepunkt hat. Zudem gibt es in Up Holland einen eigenen Ward, der große Teile des Civil Parishs umfasst, diesen aber insbesondere im Norden nicht vollständig abdeckt.

## Geschichte
Um Up Holland fand man zumindest ein Artefakt der Römer, aber auch Überreste einer Siedlung, die man den Kelten oder den Walisern zuschreibt. Das Dorf wird im Domesday Book beschrieben und gehörte im Mittelalter zu den Besitztümern der Familie Holland. Anfang der 1870er-Jahre wurde das Dorf im  Imperial Gazetteer of England and Wales beschrieben, wo unter anderem eine jährliche Rinder- und Pferdemesse am Ostermontag erwähnt wird. Mitte der 1930er-Jahre war Up Holland einer beiden britischen Orte, an denen ein Hauptstandort der Subsistence Production Societies existierte.
Einwohnerzahlen
| Jahr      | 1901  | 1911  | 1921  | 1931  | 1939  | 1951  | 1961  | 1971 | 1981 | 1991 | 2001 | 2011  |
| --------- | ----- | ----- | ----- | ----- | ----- | ----- | ----- | ---- | ---- | ---- | ---- | ----- |
| Einwohner | 4.773 | 5.233 | 5.527 | 5.605 | 5.879 | 6.317 | 7.452 | ?    | ?    | ?    | ?    | 7.376 |

## Bauwerke
Im Civil Parish Up Holland gibt es insgesamt 97 Bauwerke, die in die Statutory List of Buildings of Special Architectural or Historic Interest aufgenommen wurden. Mit 92 Gebäuden sind ein Großteil sogenannte Grade II buildings, vier weitere sind Grade II* buildings und mit der Kirche St Thomas the Martyr hat Upholland auch ein Grade I building, also ein Bauwerk der höchsten Kategorie. Die Kirche gehört zum Parish of Up Holland and Dalton.

## Verkehr
Up Holland hat neben dem Haltepunkt an der Bahnstrecke auch mehrere Bushaltestellen, an denen Buslinien unter anderem nach Wigan, Skelmersdale und Wrightington halten.

## Persönlichkeiten
- Eleanor Holland, Countess of Salisbury (1386–nach 1413), Adlige
- Geoffrey Bamforth (1896–1985), Fußballspieler und Lehrer
- Charles Bamforth (* 1952), Wissenschaftler
- Catherine Ashton (* 1956), Politikerin